# Vittorio Avondo
Vittorio Avondo (Torino, 10 agosto 1836 – Torino, 14 dicembre 1910) è stato un pittore e archeologo italiano.

## Biografia

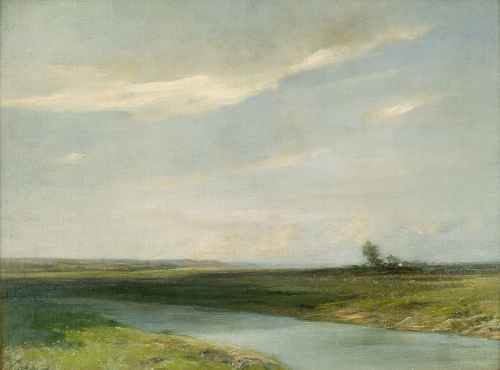
Paesaggio

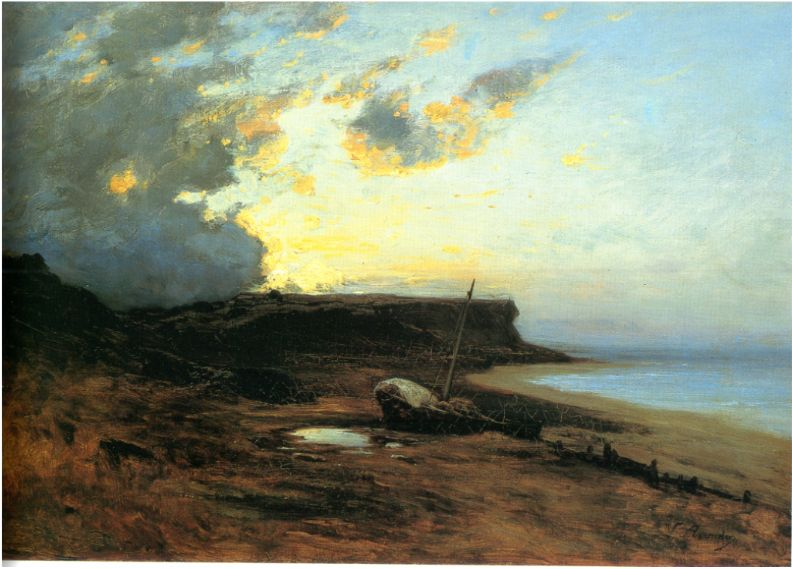
Piccolo porto al tramonto

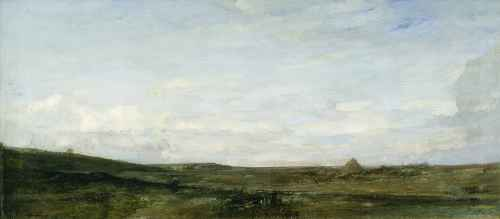
Nelle pianure di Ardea (1882)

Nato a Torino da Giuseppina Isnardi, figlia del celebre chirurgo Giuseppe e dal vercellese Carlo, avvocato, docente di diritto e deputato proprietario del castello di Lozzolo, si avvicina alla pittura studiando all'Accademia di Belle Arti di Pisa, poi privatamente a Ginevra, dove si trasferisce nel 1851 con il padre, presso il noto paesaggista romantico svizzero Alexandre Calame e in seguito a Torino con Antonio Fontanesi, compagno di studi in Svizzera.
Nel 1855 si reca in viaggio di studio nei Paesi Bassi, Belgio e a Parigi, dove visita l'Esposizione Universale, analizza e ammira la pittura di Camille Corot, di Charles-François Daubigny e degli artisti della Scuola di Barbizon, teorici della riproduzione dei soggetti dal vivo, all'aria aperta, dei quali approfondisce la conoscenza soggiornando a Crémieu, luogo di elezioni degli artisti di questa scuola.
Dal 1856, dopo i rifiuti del comitato organizzativo della Società Promotrice di Belle Arti di Torino di esporre le sue opere definite troppo distanti dalla visione tradizionale, si trasferisce a Roma, frequenta artisti del calibro di Nino Costa, Frederic Leighton e Mariano Fortuny e vende diverse opere a committenti stranieri.
Dal 1857 è a Firenze, dove frequenta il Caffè Michelangiolo, luogo di ritrovo degli artisti della corrente macchiaiola e, riconosciuto come esperto d’arte medievale, entra come consulente per la Mostra del cinquecentenario dantesco del Museo del Bargello.
Di ritorno a Torino, partecipa con assiduità alla vita culturale torinese e alle mostre della Società Promotrice di Belle Arti, del Circolo degli Artisti, dell'Accademia Albertina; frequenta il gruppo di artisti della Scuola di Rivara come Giuseppe Giacosa, Federico Pastoris, Alfredo d'Andrade e Casimiro Teja.
Dal 1863 fa parte della commissione incaricata di selezionare le opere per le collezioni del Museo Civico; nel 1866, per evitare un'epidemia di colera, si stabilisce a Lozzolo, nel vercellese, terra che riproduce in numerose opere.
Nel 1872 acquista il Castello di Issogne, di cui cura il restauro e nel 1907 cede allo Stato.
La passione per l'archeologia lo porta a promuovere interventi di restauro di castelli medievali in Piemonte e Valle d'Aosta, di Casa Cavassa a Saluzzo, di Palazzo Silva a Domodossola e contribuisce alla costruzione del Borgo medievale di Torino.
Nel 1887 viene eletto nel Consiglio Comunale di Torino e fa costruire in via Napione 2 a Torino la propria residenza, che in seguito dona alla Società Piemontese di Archeologia e Belle Arti: oggi sulla facciata esterna è collocata una targa commemorativa dell'artista.
Nel 1889 viene nominato Commendatore della Corona d'Italia e membro della Commissione consultiva per i Monumenti Nazionali d’Antichità e Belle Arti e del Comitato per il Museo Nazionale del Risorgimento; dal 1890 assume l'incarico di direttore del Museo Civico di Torino che detiene fino alla morte, avvenuta il 14 dicembre 1910.
Tra le sue principali iniziative, la separazione tra le sedi delle raccolte d'arte moderna e d'arte antica. È sepolto nel Famedio del Cimitero monumentale di Torino.
Nel 1912, la decima Esposizione d'arte di Venezia espone circa 50 paesaggi di Avondo.
Nel 1936, in occasione del centenario della nascita, la sua città natale lo omaggia con una personale con 69 opere esposte presso il Museo Civico.

## Mostre
Espone alla Società Promotrice delle Belle Arti di Torino nel 1856 con Mattino nella Valle S.Robert, Paludi, Mezzodì della Francia e Savoja, nel 1857 con Via di Meringue, Pini a Cannes, Isola Hyeres, Burrone, Avignone, Vallata di Lemano e Bosco di pini, nel 1860 con Effetto di mattino nella Valle Arceida, nel 1861 con Scirocco in campagna romana, nel 1862 con Pianure lombarde, nel 1863 con Valle del Sasso Nero a Lazzolo, nel 1865 con Dopo la tempesta, nel 1867 con Campagna romana, nel 1868 con Torre di Lazzolo e Zichzethoorn,  nel 1869 con Mattino e Sera, nel 1871 con Tempo grigio, nel 1872 con Brughiera in fiore, nel 1873 con In riva al Tevere, nel 1874 con Mattino e La valle del Pussino, nel 1875 con Di mattina, nel 1876 con Mattino e Calma, nel 1877 con Dicembre e Aprile, nel 1878 con Dintorni di Ivrea, nel 1879 con A Fiumicino, nel 1881 con In Maremma, nel 1882 con Nelle pianure di Ardea, nel 1883 con La valletta, nel 1885 con Elba, nel 1888 con Di mattino (Lago di Bracciano),  nel 1898 con Cielo mattinale, nel 1901 con Le ombre morenti e infine nel 1902 con Veli mattinali.

## Stile
(Pittura e scultura in Piemonte 1842-1891, Antonio Stella, Paravia, Torino, pp.262-263)
Paesaggista piemontese e membro della Scuola di Rivara, fautore quindi del vero naturale, è artista vocato all'innovazione rispetto ai canoni ordinari della riproduzione della natura e per questo inizialmente non apprezzato dai contemporanei; viene definito dalla critica, al pari di Antonio Fontanesi, il rinnovatore della pittura di paesaggio del tardo ottocento.
Dopo l'iniziale formazione presso lo svizzero Alexandre Calame, al tempo paesaggista di fama rivolto alla rappresentazione di una natura ideale con effetto romantico scenico, che si può ritrovare nelle prime opere di Avondo molto vicine a quelle di Barthélemy Menn, allievo di Calame, si avvicina stilisticamente alle correnti francesi di Barbizon (La valle del Pussino e Campagna presso Gattinara) e di Crémieu, in particolare a Camille Corot e Charles-François Daubigny,  precursore del movimento Impressionista, dai quali apprende la resa dei paesaggi (in particolare della campagna romana, privi di presenza umana) con eleganza, sensibilità (viene definito un pittore poeta, un delicatissimo lirico da Enrico Thovez) e con delicate modulazioni di luce e di colore, senza sfociare nella teatralità.
(Il Secolo 20. rivista popolare illustrata, Mario Pennuti, Treves, Milano, 1911, pp.351-361)
Intelletto poliedrico, archeologo, restauratore, collezionista e studioso delle antichità medioevali piemontesi, Avondo ha un ruolo fondamentale nella storia culturale della sua regione contribuendo, insieme a Alfredo d'Andrade, Cesare Bertea e Federigo Pastoris, allo studio, tutela e conservazione del patrimonio artistico del territorio.

## Opere principali
- Meyringen (1854), olio su tela, collezione privata;
- Le Alpi (1855), olio su tavola, collezione privata;
- Passeggiata di Don Abbondio (1856-1857), olio su tela, Circolo degli Artisti di Torino;
- Piccolo porto al tramonto (1860), olio su tela, collezione privata;
- Paesaggio della Campagna Romana (1860), olio su tela, collezione privata;
- Il Teverone (1861), olio su tela, collezione privata;
- Rive del Tevere (1861), olio su tela, collezione privata;
- Scirocco nella Campagna Romana (1861), olio su tela, collezione privata;
- Pescatori (1862), olio su tela, collezione privata;
- Il pascolo (1862), olio su tela, collezione privata;
- Lozzolo. Studio dal vero (1863), olio su tela, collezione privata;
- Lago di Nemi (1863), olio su tela, collezione privata;
- Alla foce del Tevere (1864), olio su tela, collezione privata;
- Paesaggio in Toscana (1865), olio su tela, collezione privata;
- Campagna presso Gattinara (1867), olio su tavola, Galleria d'arte moderna e contemporanea, Torino;
- Paesaggio del canavesano (1867), olio su tavola, collezione privata;
- Ultime luci nella campagna di Lozzolo (1868), olio su tela, collezione privata;
- Sentiero lungo il bosco (1869), olio su tavola, collezione privata;
- Sera nella campagna romana (1869), olio su tavola, collezione privata;
- La fonte (1870), olio su tavola, Galleria d'arte moderna e contemporanea, Torino;
- Bassa marea in Normandia (1870), olio su tela, collezione privata;
- Impressione mattinale (1870), olio su tela, collezione privata;
- Sera nella campagna romana (1871), olio su tela, collezione privata;
- Tempo grigio (1871), olio su tavola, collezione privata;
- A Lozzolo, ritorno dal pascolo (1871), olio su tela, Galleria d'arte moderna Ricci Oddi, Piacenza[8];
- Paesaggio a Lozzolo (1871), olio su carta, Museo Luigi Mallé, Dronero[9];
- Brughiera in fiore (1872), olio su tavola, collezione privata;
- La valle del Pussino (1874), olio su tela, Galleria nazionale d'arte moderna di Roma[10];
- Campagna Romana (1874-1876), olio su tela, collezione privata;
- Dicembre (1877), olio su tela, collezione privata;
- Paese: al fiume (1878), olio su tela, collezione privata;
- Sulla strada di Calais (1878), olio su tela, collezione privata;
- Nelle vicinanze di Ivrea (1878), olio su tela, collezione privata;
- A Fiumicino (1879), olio su tela, Galleria d'arte moderna e contemporanea, Torino[11];
- Campagna al tramonto (1879), olio su tela, collezione privata;
- Paese (1880), olio su cartone, Galleria d'arte moderna e contemporanea, Torino;
- Quiete (1880), olio su tela, collezione privata;
- Bassa marea in Normandia (1880), olio su tela, collezione privata;
- Nella pianura di Ardea (1882), olio su tela, collezione privata;
- Pax (1882), olio su tela, collezione privata;
- Sotto l’argine (Strada di campagna a Lozzolo) (1883), olio su cartone, collezione privata;
- L'afa. Campagna romana (1885), olio su tela, collezione privata;
- Chiatta su un fiume (1889), olio su tavola, Galleria d'arte moderna e contemporanea, Torino;
- Quiete (1890), olio su tela, Banca d'Italia, Roma;
- Un lago in un paesaggio montuoso (1897), olio su tela, collezione privata;
- Cielo mattinale (1898), olio su tela, collezione privata;
- Palude (1898), olio su tela, collezione privata;
- Uragano sulle terre di Lozzolo (1898), olio su tela, collezione privata;
- Ombre moventi (1901), olio su tela, collezione privata;
- Veli mattinali (1902), olio su tela, collezione privata;
- Splendori morenti (1902), olio su tela, collezione privata;
- Ora mattinale in Maremma (1907), olio su tela, collezione privata;
- Ora mesta (1907), olio su tela, collezione privata;
- Cielo grigio sul mare (non datato), olio su cartone, Galleria d'arte moderna e contemporanea, Torino;
- Tramonto sul mare (non datato), olio su carta, Galleria d'arte moderna e contemporanea, Torino;
- Donna seduta e ragazzo sdraiato sull'erba, con cesta (non datato), olio su cartone, Galleria d'arte moderna e contemporanea, Torino;
- Inverno (non datato), olio su tela, collezione privata;
- Nel bosco (non datato), olio su tela, Galleria d'arte moderna e contemporanea, Torino;
- Le canal des Prairies (non datato), olio su tela, collezione privata;
- Barcaiolo sul fiume (non datato), olio su tela, collezione privata;
- Campagna presso Lozzolo (non datato), olio su tela, collezione privata;